# The Call of Ktulu
The Call of Ktulu è un brano musicale del gruppo musicale statunitense Metallica, ottava traccia del secondo album in studio Ride the Lightning, pubblicato il 27 luglio 1984.

## Descrizione
Interamente strumentale, il titolo del brano si ispira ai racconti di H.P. Lovecraft e in particolare a Il richiamo di Cthulhu (The Call of Cthulhu). Si tratta del secondo brano strumentale registrato dal gruppo, nonché la prima che vede la partecipazione di ogni singolo componente. Il titolo di lavorazione era originariamente When Hell Freezes Over, come indicato nelle prime versioni del brano apparse nella riedizione box set di Ride the Lightning commercializzata del 2016.
La traccia venne riarrangiata da Michael Kamen con la San Francisco Symphony per l'album dal vivo dei Metallica S&M pubblicato nel 1999. Questa versione vinse nel 2001 un Grammy Award nella categoria Best Rock Instrumental Performance.

## Formazione
- James Hetfield – chitarra ritmica
- Kirk Hammett – chitarra solista
- Cliff Burton – basso
- Lars Ulrich – batteria